# Bravis (motorfiets)
Bravis is een Duits historisch merk van motorfietsen.
De bedrijfsnaam was: Bravis motorradbau, München
Bravis produceerde van 1924 tot 1926 motorfietsen waarbij het waarschijnlijk eigen 150cc-tweetaktmotoren gebruikte, naast de door SMW in licentie gebouwde Bosch-Douglas-tweecilinderzijklepmotoren van 297 cc.